# Glynis Johns
Glynis Margaret Payne Johns (n. 5 octombrie 1923, Pretoria, Uniunea Africii de Sud – d. 4 ianuarie 2024, Los Angeles, California, SUA) a fost o actriță, dansatoare, muziciană și cântăreață britanică. Într-o carieră de opt decenii pe scenă și pe ecran, Johns a apărut în peste 60 de filme și 30 de piese de teatru. Ea a primit diverse premii de-a lungul carierei sale, inclusiv un premiu Tony și un premiu Drama Desk, precum și nominalizări la un premiu Oscar, un premiu Globul de Aur și un premiu Laurence Olivier. Ea este considerată în general a fost una dintre ultimele vedete majore supraviețuitoare din Epoca de Aur a Hollywood-ului și din anii clasici ai cinematografiei britanice. 
Johns s-a născut în Pretoria, Africa de Sud, fiica actorului galez Mervyn Johns. Ea a apărut pe scenă de la o vârstă fragedă și a fost interpretată ca dansatoare de scenă încă de la începutul adolescenței, făcându-și debutul pe ecran în South Riding (1938). Ea a devenit cunoscută în anii 1940, după rolul Anna în filmul dramă de război 49th Parallel (1941), pentru care a câștigat un National Board of Review Award pentru cea mai bună interpretare și roluri principale în Miranda (1948) și Third Time Lucky ( 1949). După No Highway in the Sky (1951), o producție comună britanică-americană, Johns a preluat din ce în ce mai multe roluri în Statele Unite și în alte părți. Și-a făcut debutul în televiziune și pe Broadway în 1952 și a jucat roluri principale în filme precum The Sword and the Rose (1953), The Weak and the Wicked (1954), Mad About Men (1954), The Court Jester (1955). The Sundowners (1960), The Cabinet of Caligari (1962), The Chapman Report (1962) și Under Milk Wood (1972). La televizor, a jucat în propriul sitcom Glynis (1963).
Renumită pentru calitatea respirabilă a vocii ei răgușite,  Johns a cântat cântece scrise special pentru ea atât pe ecran, cât și pe scenă, inclusiv „Sister Suffragette”, scrisă de Frații Sherman pentru Disney ’s Mary Poppins (1964), în care ea a jucat pe Winifred Banks și pentru care a primit un Laurel Award și „ Send In the Clowns ”, compusă de Stephen Sondheim pentru A Little Night Music (1973) de Broadway, în care a dat naștere rolul Desiree Armfeldt și pentru care a primit un premiu Tony și un premiu Drama Desk.

## Tinerețe si educație
Johns s-a născut într-o familie de teatru. Mama ei a fost Alyce Steele-Wareham, o pianistă de concerte născută în Australia, care a studiat la Londra și Viena.  Inițial de origine engleză, familia lui Alyce și-a găsit faima ca actori, cântăreți și muzicieni, făcând turnee în Australia, Noua Zeelandă și Africa de Sud cu programele lor muzicale;  Mama ei, Elizabeth Steele-Payne, a fost una dintre primele violoniste desăvârșite ale timpului ei.  Tatăl lui Johns a fost actorul galez Mervyn Johns, care a devenit o vedetă a filmelor britanice în timpul celui de-al Doilea Război Mondial și a lucrat în mod regulat la Ealing Studios.  Prin el, Johns a fost un văr al judecătorului britanic John Geoffrey Jones. Alyce și Mervyn s-au cunoscut în timp ce studiau la Londra, el la Academia Regală de Artă Dramatică și ea la Academia Regală de Muzică. S-au căsătorit pe 17 noiembrie 1922 în St Giles, Londra, și au început să facă turnee cu compania de teatru a familiei ei.  La 5 octombrie 1923, în timpul unui turneu în Pretoria, Africa de Sud, s-a născut singurul lor copil, Glynis Margaret Payne Johns,  numit după bunica ei paternă, Margaret Anne Samuel și bunica ei maternă, Elizabeth Steele-Payne. Mai târziu a devenit a patra generație din familia mamei sale care a jucat pe scenă. 
Familia s-a întors în Anglia la doar câteva luni după ce ea s-a născut.  La vârsta de cinci ani, s-a alăturat Școlii de Balet din Londra; pe la șase, a fost salutată în Marea Britanie ca o minune care dansează;  la zece, ea lucra ca instructor de balet; iar până la unsprezece, ea obținuse o diplomă pentru a preda. Sperând să studieze cu Sadler's Wells Ballet la vârsta de doisprezece ani, ea a fost înscrisă în schimb la Clifton High School din Bristol, echilibrând mediul academic cu cele două ore pe zi pe care le petrecea la Cone School of Dancing (care mai târziu a fuzionat cu Ripman School pentru a forma Tring). Park School for the Performing Arts ).  Ca student la dans, Johns a strâns aproximativ 25 de medalii de aur.  Pe lângă educația ei la Clifton, a urmat și South Hampstead High School din Londra,  unde a fost contemporană cu Dame Angela Lansbury. 

## Viața personală

### Longevitate
Johns a fost predecedat de toți cei patru soți ai ei. Primul care a murit a fost al treilea soț, Cecil Henderson, în 1978, urmat de al patrulea soț, Elliott Arnold, în 1980, primul ei soț, Anthony Forwood, în 1988, și al doilea soț, David Foster, în 2010. Ea a fost predecedată și de fiul ei, Gareth Forwood, care a murit în 2007 din cauza cancerului și a unui atac de cord.
Pe 5 octombrie 2023, Glynis Johns a împlinit 100 de ani.
Odată cu moartea Oliviei de Havilland în 2020, Johns a devenit cel mai bătrân nominalizat în viață la Premiul Oscar la orice categorie de actorie. În 2021, odată cu moartea lui Betty White, ea a devenit cea mai veche legendă Disney în viață.

### Moarte
Johns a murit într-o casă de locuit asistată din Los Angeles pe 4 ianuarie 2024, la vârsta de 100 de ani. 

## Filmografie și discografie
- Călărie de Sud⁠(d) (1938)
- Crimă în familie⁠(d) (1938)
- Închisoare fără gratii⁠(d) (1938)
- În noaptea focului⁠(d) (1939)
- Sub pălăria ta⁠(d) (1940)
- Familia Briggs⁠(d) (1940)
- Hoțul Bagdadului (1940)
- Prim-ministrul⁠(d) (1940)
- Paralela 49⁠(d) (1941)
- Aventurile lui Tartu⁠(d) (1943)
- The Halfway House⁠(d) (1944)
- Străinii perfecți⁠(d) (1945)
- Acest om este al meu⁠(d) (1946)
- Frieda⁠(d) (1947)
- Un soț ideal⁠(d) (1947)
- Miranda (1948)
- A treia oară norocos⁠(d) (1949)
- Helter Skelter⁠(d) (1949)
- Stimate domnule Prohack⁠(d) (1949)
- Secret de stat⁠(d) (1950)
- Lampa albastră⁠(d) (1950)
- Carne și sânge⁠(d) (1951)
- Fără autostradă în cer⁠(d) (1951)
- Întâlnire cu Venus⁠(d) (1951)
- Encore⁠(d) (1951)
- Cutia magică⁠(d) (1951)
- Cartea⁠(d) (1952)
- Sabia și trandafirul (1953)
- Afacere personală⁠(d) (1953)
- Rob Roy, The Highland Rogue⁠(d) (1953)
- Cel slab și cel rău⁠(d) (1954)
- Căutătorii⁠(d) (1954)
- The Beachcomber⁠(d) (1954)
- Nebun de bărbați⁠(d) (1954)
- Josephine și bărbații⁠(d) (1955)
- The Court Jester (1955)
- Loser Takes All⁠(d) (1956)
- Înconjurul lumii în 80 de zile (1956)
- Totul meu de dat (1957)
- O altă dată, un alt loc (1958)
- Dă mâna cu diavolul⁠(d) (1959)
- Ultimul dintre puțini (1960)
- Pânza păianjenului⁠(d) (1960)
- The Sundowners⁠(d) (1960)
- Cabinetul lui Caligari⁠(d) (1962)
- Raportul Chapman⁠(d) (1962)
- Starea delicată a tatălui⁠(d) (1963)
- Mary Poppins (1964)
- Dragă Brigitte (1965)
- Nu sta doar acolo!⁠(d) (1968)
- Încuieți fiicele!⁠(d) (1969)
- Sub lemnul de lapte⁠(d) (1972)
- The Vault of Horror (1973)
- Nukie⁠(d) (1987)
- Zelly și cu mine⁠(d) (1988)
- The Ref (1994)
- În timp ce dormeai⁠(d) (1995)
- Superstar⁠(d) (1999)